# Ferdinand von Scholz
Ferdinand von Scholz šlechtic von Rerancze (11. prosince, 1856 – 16. dubna, 1922) byl důstojník rakousko-uherské armády, kde konci první světové války dosáhl hodnosti generálmajora. Sloužil hlavně u dělostřeleckých jednotek.

## Život
Narodil se 11. prosince roku 1856 ve vesnici Olchovce v Haliči. Po dokončení základního vzdělání nastoupil na vojenskou technickou akademii, kterou dokončil roku 1877 a byla mu udělena hodnost poručík. V souvislosti s tím byl zařazen k 1. polnímu dělostřeleckému pluku (Feldartillerie-Regiment Nr. 1).
Během první světové války se mu dostalo ohromné pocty, když se císař František Josef I. dozvěděl o jeho bojových akcích proti ruským jednotkám nedaleko vesnice Rerancze, která se nachází severovýchodně od města Černovice na Bukovině, tak mu udělil titul Edler von Rerancze (šlechtic z Rerancze). Následně na to se jméno jeho rodiny změnilo na von Scholz Edler von Rerancze.
K 1. lednu roku 1919 byl generál penzionován. Mimo jiné byl otcem pozdějšího generálporučíka Waffen-SS za druhé světové války Fritze von Scholze.

## Shrnutí vojenské kariéry

### Data povýšení
- Leutnant - 1. září, 1877
- Hauptmann - 1. květen, 1894
- Major - 1. květen, 1908
- Oberstleutnant - 1. listopad, 1911
- Oberst - 1. srpen, 1914
- Generalmajor - 16. leden, 1918

### Významná vyznamenání
- Leopoldův řád s válečnou dekorací a meči
- Řád železné koruny III. třídy s válečnou dekorací a meči
- Vojenský záslužný kříž III. třídy s válečnou dekorací a meči
- Bronzová válečná medaile za zásluhy na stuze válečného záslužného kříže s meči
- Bronzová válečná medaile za zásluhy na červené stuze
- Důstojnický vojenský služební odznak II. třídy
- Bronzová výroční medaile pro ozbrojené síly
- Válečný jubilejní kříž
- Pamětní kříž 1912-1913